# Camillo Rapetti
Camillo Rapetti (Milano, 16 aprile 1859 – Milano, 18 febbraio 1929) è stato un pittore e docente italiano.

## Biografia
Frequenta a Milano la Scuola di Ornato e di Figura all'Accademia di Belle Arti di Brera, dove fu allievo di Giuseppe Bertini e Raffaele Casnedi. Esordisce nel 1880 vincendo il concorso Fumagalli con un ritratto commissionato da Vittore Grubicy. Compie viaggi a Roma, Parigi e Londra approfondendo la tecnica della pittura a olio, dove si ritrovano le influenze di Francesco Filippini e Eugenio Gignous. Si dedicherà anche all'acquerello e all'arte incisoria.
Riceve importanti commissioni come decoratore, a Milano affresca edifici civili, quali il Teatro Eden, e religiosi, come la chiesa dell'Ospedale Maggiore, dove realizza "Glorificazione della Vergine" nella cupola, "Quattro profeti e "li Evangelisti" negli arconi. In occasione di questo lavoro realizzerà anche dei ritratti per alcuni benefattori. Partecipa con scene di genere alla Quadriennale di Torino nel 1902,e con quattro opere alla Mostra nazionale di belle arti di Milano nel 1906. Nel 1926 espone alla Prima Mostra degli artisti milanesi indetta dalla Famiglia Meneghina.
Per quarant'anni sarà professore all'Accademia di Belle Arti di Brera dove avrà per allievi la pittrice monzese Pina Sacconaghi. I suoi soggetti preferiti furono il paesaggio, numerosi scorci milanesi, ed il ritratto. Si dedicò anche all'acquaforte ed alla litografia. Fu eccellente acquarellista, come attesta la sua nomina a socio onorario della Societé Belge des Acquarellistes. Fra le sue opere più conosciute si possono annoverare: i ritratto della pittrice Antonietta Mola Grubicy, madre del più noto Vittore Grubicy de Dragon, che si trova allaGalleria d'Arte Moderna; il ritratto di Carlo Pozzi e il suo autoritratto (1874), che si trovano alla Quadreria Ospedale Maggiore.
Riposa al Cimitero Monumentale di Milano.